# Stellair magneetveld

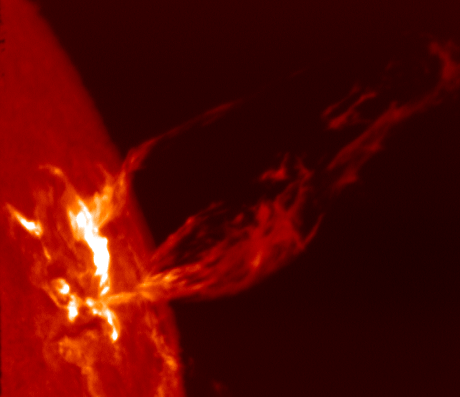
Het magnetisch veld van de zon is verantwoordelijk voor de gigantische uitspuwing van plasma. Afbeelding van de NOAA.

Een stellair magneetveld is een magnetisch veld dat wordt opgewekt door de beweging van het geleidend plasma in een ster. De beweging komt door convectie, wat een vorm van energietransport is door verplaatsing van materie. Een onderdeel hiervan is een lokaal magnetisch veld dat kracht uitoefent op het plasma, wat de druk erop doet toenemen zonder een vergelijkbaar effect te hebben op de dichtheid ervan. Het resultaat hiervan is dat het gemagnetiseerde gedeelte omhoog wordt gestuwd ten opzichte van de rest van het plasma, totdat deze de fotosfeer bereikt. Dit veroorzaakt het fenomeen zonnevlekken en de verwante protuberansen.

## Metingen

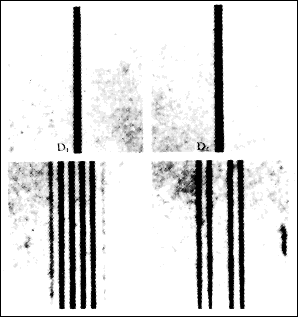
Het onderste spectrum geeft het zeemaneffect weer nadat een magnetisch veld is toegevoegd aan het bovenste.

Een magnetisch veld van een ster kan worden gemeten aan de hand van het zeemaneffect. Normaal gesproken zullen atomen en moleculen in de atmosfeer van een ster bepaalde golflengten en frequenties van elektromagnetische straling absorberen en karakteristieke absorptielijnen produceren in het spectrum. Wanneer de deeltjes zich in een magnetisch veld bevinden, zullen deze absorptielijnen worden gespleten in meerdere, dicht op elkaar staande lijnen. Deze uitgezonden stralingsenergie raakt ook gepolariseerd met een richting die afhangt van de richting van het magnetisch veld. De kracht en richting van het stellair magnetisch veld kan dus worden bepaald door de zeemanlijnen te bestuderen.
Met een spectropolarimeter kan het magneetveld van een ster worden gemeten. Dit meetinstrument is een combinatie van een spectrograaf en een polarimeter. Het eerste instrument dat gewijd werd aan het onderzoeken van het magnetisch veld van sterren was de NARVAL, die op de Bernard Lyot-telescoop op de Pic du Midi de Bigorre werd gemonteerd.
Verschillende metingen hebben substantiële variaties in het magnetisme van de zon aangetoond; met magnetometers in de afgelopen 150 jaar, de koolstof-14-metingen in de ringen van boomstammen en beryllium-10-metingen in ijskernen. Dit betreffen periodes van decennia, eeuwen en millennia.

## Het genereren van het magnetisch veld
Magneetvelden van sterren worden volgens de dynamotheorie veroorzaakt in de convectiezone van een ster. De circulatie in de convectie van het geleidend plasma werkt als een dynamo. Deze opwekking vernietigt de ster zijn inherente magnetisch veld (wat de ster zou bezitten als het geen rotatie had) en wekt daarvoor in de plaats een bipolair magnetisch veld op. Met de differentiële rotatie, waarbij er bij verschillende breedtegraden met verschillende snelheden wordt geroteerd (zie stellaire rotatie), wordt het magnetisme om de ster heen gebonden. De velden kunnen lokaal erg sterk zijn en activiteit op het oppervlak van de ster veroorzaken.
Het magnetisch veld van een roterend lichaam van geleidend gas of vloeistof ontwikkelt een zichzelf versterkende elektrische stroom, en hiermee genereert het een magnetisch veld, veroorzaakt door een combinatie van differentiële rotatie (verschillende hoeksnelheden van verschillende gedeelten), het corioliseffect en inductie. Hoe deze stromen verdeeld worden kan flink ingewikkeld zijn, met grote aantallen van dichte en open lussen. Over grote afstanden zullen de effecten van deze tegengestelde, relatief kleine stromen elkaar opheffen en overleeft alleen een groot bipolair veld wat over afstand afneemt. Omdat de grootste stromen in het gebied rond de evenaar lopen, is de grootste component van het gegenereerde magnetisch veld het bipolair veld van de opgewekte elektrische stroom bij de evenaar, wat de bekende noord- en zuidpool creëert bij de geografische polen van een roterend hemellichaam. 
Het magnetisch veld van hemellichamen is normaal gesproken uitgelijnd met de richting van de rotatie. Er zijn interessante uitzonderingen op gevonden zoals bij sommige pulsars. 

### Het periodiek omdraaien van het veld
Een andere eigenschap volgens deze dynamotheorie is dat de stroom altijd een wisselstroom is en niet een gelijkstroom. De richting hiervan, en dus de richting van het magnetisch veld dat het genereert, draait min of meer periodiek om, met een andere amplitude, alhoewel nog steeds min of meer uitgelijnd met de rotatieas. 
De grootste component van het magnetisch veld van de zon draait elke 11 jaar van richting (dus de periode is 22 jaar), wat resulteert in een verminderde veldsterkte rond de tijd dat ze draait. Tijdens deze rustperiode is de activiteit van de zonnevlekken erg hoog, massieve uitbarstingen van hoog energetisch plasma dringen door tot in de corona van de zon en ook in de interplanetaire ruimte. Botsingen van zonnevlekken die een tegengesteld magnetisch veld bezitten resulteren in sterke elektrische velden bij snel verdwijnende magnetische regionen. Dit elektrisch veld versnelt elektronen en protonen tot hoge energieniveaus (keV) wat een straal van extreem heet plasma van de oppervlakte van de zon afschiet en het plasma in de corona tot miljoenen kelvin verhit.

## Activiteit aan de oppervlakte

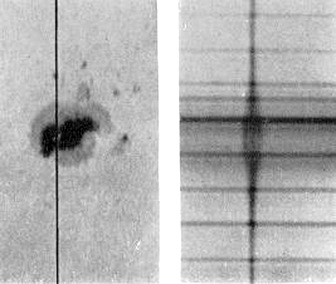
Het zeemaneffect in een absorptielijn van een zonnevlek

Sterrenvlekken zijn regionen van intense magnetische activiteit aan de oppervlakte van een ster. Ze vormen een zichtbare component van een magnetische 'flux tube' (Engelse term, een magnetisch 'loopbaan' veld, zoals bijv. tussen Jupiter en Io) die in de convectiezone van de ster worden gevormd. Onder invloed van de differentiële rotatie van de ster raakt deze 'flux tube' verwrongen, wat de convectie belemmert en hiermee zones van lagere temperatuur creëert. Coronale lussen vormen vaak boven sterrenvlekken, uitgelijnd langs de magnetische veldlijnen die tot in de corona reiken. Deze lussen verhitten de corona tot meer dan een miljoen kelvin. 
De magnetische velden die corresponderen met de sterrenvlekken en coronale lussen, corresponderen ook met explosies en de daarbij geassocieerde, zogeheten plasmawolk. Het plasma wordt verhit tot tientallen miljoenen kelvin, en de deeltjes worden met een extreme snelheid van het oppervlak geblazen.
Activiteit aan de oppervlakte lijkt gerelateerd te zijn aan de leeftijd en rotatiesnelheid van hoofdreekssterren. Jonge sterren met een snelle rotatie laten hevige activiteit zien. Sterren van middelbare leeftijd als de zon daarentegen, met een tragere rotatiesnelheid, vertonen een relatief lage activiteit, in cyclische perioden.
Sommige oude sterren vertonen zo goed als geen activiteit, wat kan betekenen dat ze in een rustperiode zitten vergelijkbaar met het Maunderminimum (zie de grafiek hieronder). 

## Magnetosfeer

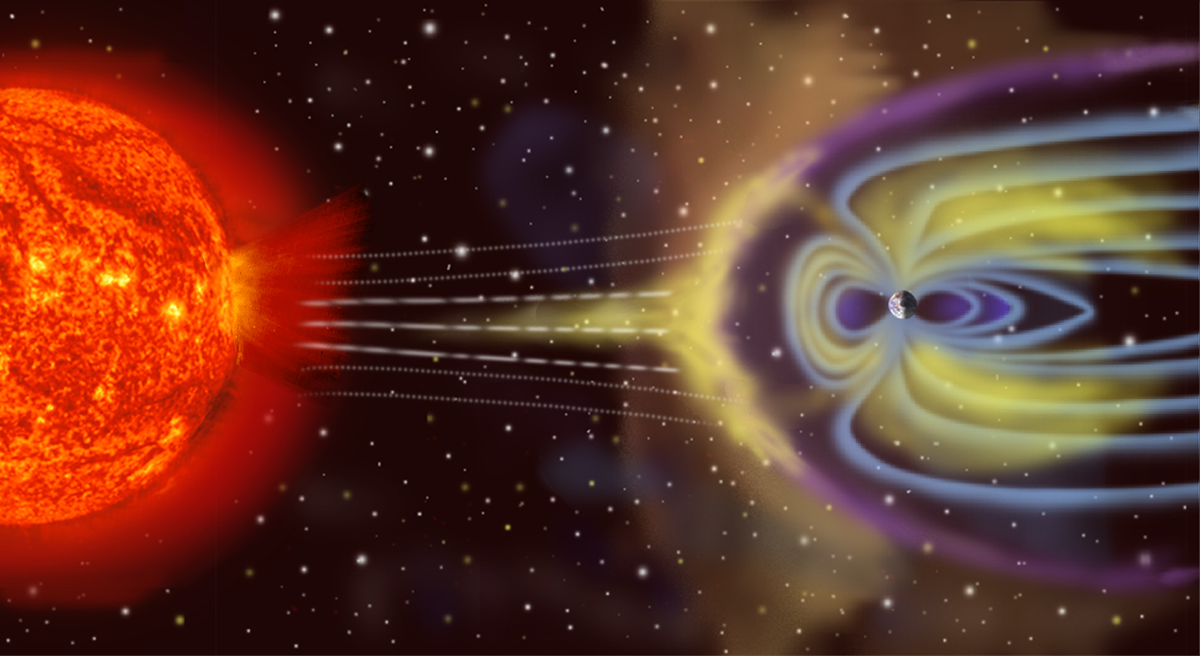

Een ster met een magnetisch veld zal een magnetosfeer genereren dat zich uitstrekt in de omliggende ruimte. De veldlijnen van zo'n sfeer vinden hun oorsprong in een van de magnetische polen en eindigen in de andere en vormen een gesloten lus. De magnetosfeer bevat deeltjes die afgevangen zijn van de sterrenwind, die dan langs de veldlijnen gaan bewegen. Met de rotatie van de ster beweegt ook de magnetosfeer en worden de geladen deeltjes meegetrokken.  
Bij het uitstoten van materie uit de fotosfeer wordt door de magnetosfeer torsie op de materie uitgeoefend. Hierdoor vindt een energieoverdracht van rotatiesnelheid plaats, wat de stellaire rotatie vertraagt. Hoe sneller een ster draait, hoe groter de materieafgifte van de sterrenwind, wat een grotere torsie van de magnetosfeer hierop betekent. Met het vertragen van de rotatiesnelheid neemt de mate van vertraging dus af. Op basis van dit verschuivende evenwicht zullen sterren steeds langzamer roteren, maar nooit helemaal stil komen te staan.

## Magnetische sterren

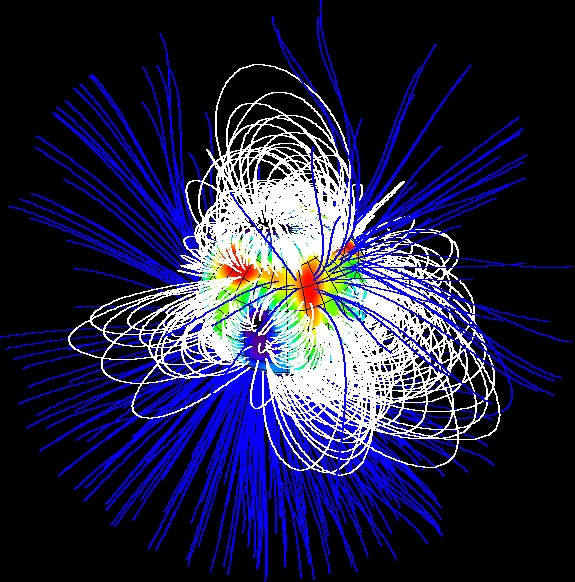
Illustratie van een magnetisch veld aan de oppervlakte van SU Aurigae, een jonge T Tauri-ster, samengesteld met de Zeeman-Dopplertechniek.

Een T Tauri-ster is een type ster die in zijn evolutie nog niet op de hoofdreeks is aangekomen, verhit wordt door het samentrekken van materie door zwaartekracht en nog niet aan het kernfusieproces van waterstof is begonnen. Dit zijn variabele sterren die magnetisch actief zijn. Men veronderstelt dat het magnetisch veld van deze sterren een wisselwerking heeft met de sterrenwind, waarbij de kinetische energie van de rotatie wordt overgegeven aan de protoplanetaire schijf. Hierdoor kan de ster haar rotatiesnelheid vertragen tijdens het vormingsproces.
Een ander soort eruptieve veranderlijke ster is de vlamster (met 0,1-0,6 zonsmassa). Deze hebben doorgaans spectraalklasse K of M en vertonen een snelle, irreguliere variatie in absolute helderheid. Dit wordt verondersteld te worden veroorzaakt door flares, niet-periodieke uitbarstingen waarbij een grote hoeveelheid energie vrijkomt, alhoewel de energie erg veel is in verhouding tot de grootte van het hemellichaam. Deze flare van dit stertype kan zich uitstrekken tot 20% van de omtrek, met een groot deel van de energie in de EM-straling blauw en ultraviolet.
Tussen de grens van sterren die waterstoffusie in hun kern bereiken en bruine dwergen met een andere vorm van kernfusie, vindt men de ultra koele dwerg. Deze hemellichamen kunnen radiogolven uitstralen door hun sterk magnetisch veld. Een koele variant hiervan, 
2MASS J10475385+2124234, met een temperatuur van 800-900 K, heeft een gemeten magnetische veldsterkte van 1,7 kilogauss. Dit is 3000 keer sterker dan het aardmagnetisch veld. Observatie van de radiogolven suggereert dat deze magnetische velden periodiek van richting veranderen, zoals de zonnecyclus.
Planetaire nevels ontstaan wanneer een rode reus zijn buitenste schillen uitstoot en er een uitdijende gaswolk ontstaat. Het blijft echter een mysterie waarom deze gaswolken niet allemaal een symmetrische bolvorm hebben. 80% van planetaire nevels hebben geen bolvorm; elliptische en tweepolige vormen worden waargenomen. Een van de hypotheses voor deze afwijkende vorm betreft het magnetisch veld van de ster. In plaats van evenwijdig te verspreiden vloeit het plasma dan via de polen weg. Observaties van de centrale sterren van zeker vier planetaire nevels hebben inderdaad aangetoond sterke magnetische velden te bezitten.
Nadat bepaalde massieve sterren aan het einde van hun kernfusieproces zijn gekomen (zie: sterevolutie), implodeert een gedeelte van de massa tot een uiterst compacte vorm, bestaand uit neutronen (zie: ontaarde materie), een neutronenster. Deze stervorm behoudt een behoorlijk deel van het originele magnetische veld en het inkrimpingsproces zorgt voor een dramatische krachttoename. De hoge rotatiesnelheid van deze ineengestorte neutronenster resulteert in een pulsar of magnetar, die uiterst compacte stralen uitzenden die zeer precies periodiek waar te nemen zijn. Deze sterren hebben een zeer sterk magnetisch veld. 
Compacte, snel roterende hemellichamen (witte dwergen, neutronensterren en theoretisch ook zwarte gaten) hebben extreem sterke magnetische velden. Het veld van een pasgeboren snel roterende neutronenster is zo hevig (tot 1011 T), dat het voldoende elektromagnetische energie uitstraalt in een relatief korte periode (enkele miljoenen jaren) om de rotatiesnelheid te dempen met een factor 100-1000. Aangetrokken materie volgt de veldlijnen van een neutronenster, waardoor er twee 'hotspots' op het oppervlak ontstaan waar de materie in contact komt met de ster. Deze plekken zijn letterlijk maar een meter groot, maar ongelooflijk fel. Met een periodiek eclipseffect tijdens de rotatie is dit, wat men vermoedt, het proces dat schuil gaat achter de waargenomen activiteit van sommige pulsars.
Een extreme vorm van een gemagnetiseerde neutronenster is de magnetar. Er zijn sinds 2016 slechts 23 bevestigde waarnemingen van dit type neutronenster, met een magnetisch veld van 108 tot 1011 T. In 1998 is het bestaan ervan vastgesteld met de metingen aan ster SGR 1806-20. Het magnetisch veld heeft de oppervlaktetemperatuur van deze ster verhoogd tot 18 miljoen K en het geeft enorme hoeveelheden energie af in de vorm van gammaflitsen. Van deze magnetar was een in 2004 waargenomen uitbarsting en resulterende gammaflits zo krachtig dat deze sindsdien als mogelijke verklaring voor massa-extinctie wordt beschouwd.